# Coronation chicken

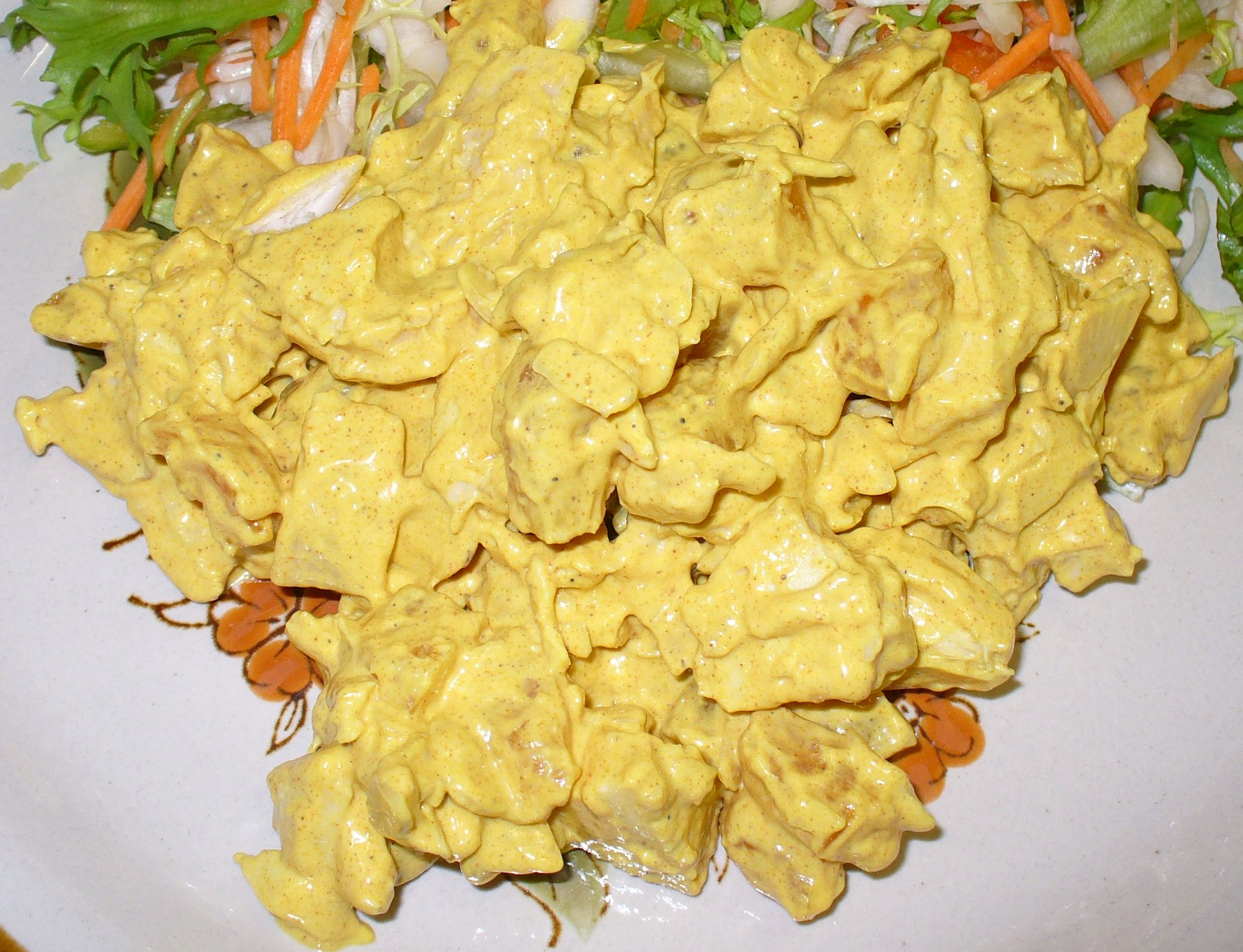
Detalle de un coronation Chicken.

Coronation chicken (en español ‘pollo de la coronación’) es una combinación de carne de pollo precocinada, hierbas y especias. A la mezcla se le añade una salsa a base de mayonesa, que es muy utilizada como relleno de sandwiches y bocadillos en Reino Unido. Es de una textura pastosa y delicada y de color amarillo, el "coronation chicken" se suele tomar con curry en polvo o salsas, a pesar de las versiones más delicadas de la receta, hoy en día, emplean hierbas frescas e ingredientes tales como almendras y pasas, así como crème fraîche. El plato original fue creado como una simple mezcla de curry en polvo que llegó a ser muy popular tras la Segunda Guerra Mundial en Inglaterra.

## Historia
La florista Constance Spry y la chef Rosemary Hume se han acreditado como los inventores del "coronation chicken". Preparando la comida para el banquete acerca de la coronación de la reina Isabel II en 1953, Spry propuso en la receta pollo frío, crema de curry y un aliño que sería después conocido como el pollo de la coronación (coronation chicken). El coronation chicken fue inspirado por otro plato similar denominado jubilee chicken, esta elaboración se dedicó al jubileo de plata de George V en el año 1935, que se hizo con pollo mezclado con mayonesa y curry. De esta forma en el 50.º aniversario de la coronación de Isabel II en 2002 se preparó otro plato celebratorio denominado "jubilee chicken".